# 埃米尔·孔布

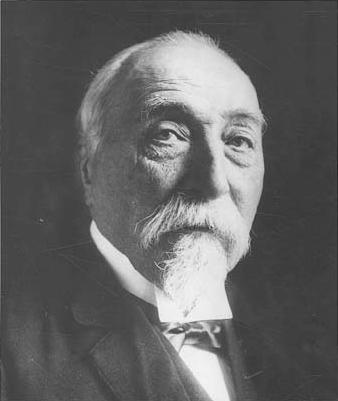
埃米尔·孔布

埃米尔·孔布（1835年—1921年），法国政治家，1902年至1905年间任法國總理。

## 生平
孔布生于塔恩（法国南部米迪比利牛斯大区一省）的罗屈埃库尔布。青年時代曾學神學，他在成为一个共济会员后反使他在德雷福斯事件後主持並推行政教分離。
后来他学医。在1881年他参加桑特地方竞选，但遭击败。他于1885年在夏朗德省Charente-Inférieure当选为参议员。他是左派民主党，1893年和1894年当选副總理。他制定了教育问题报告，1896年4月21日辞职。
他积极支持瓦尔德克-卢梭政府，其后他还亲自组建自己的内阁。在他的指导下，法国取得了內政外交各方面的顯著成就，首先于1904年主持了《英法協約》的締結，成功與英國實現了和解。之後推動並實現政教分离法，關閉近一萬間由天主教會開辦的學校。
所有國內保守党派以及聖座强烈反对他在1905年推行的政教分離法，认为关闭了教会学校是對宗教迫害。但他顽强地执法常使他赢得掌声。最后由于激进党和社会党的背叛导致他在1905年1月17日辞职，但他的政策仍延续。在政教分离的法律通过时，在一款待他的晚宴上，所有激进党领导人公开承认，他是真正的政教分离运动发起者。

## 孔布内阁（1902年6月7日－1905年1月24日）
- 埃米尔·孔布 - 總理
- 泰奥菲勒·德尔卡塞 - 外交部长
- 路易·安德烈（Louis André） - 战争部长
- 莫里斯·鲁维埃 - 财政部长
- 恩斯特·瓦尔（Ernest Vallé） - 司法部长
- 夏尔·卡米勒·皮拉腾Charles Camille Pelletan - 海军部长
- Joseph Chaumié - 公共教育和艺术部长
- Léon Mougeot - 农业部长
- 加斯东·杜梅格 - 殖民地部长
- Émile Maruéjouls - 公共工程部长
- 特鲁洛（Georges Trouillot） - 商业、工业、邮政和电报部长

更换
- 1904年11月15日 - 莫里斯·贝托（Maurice Berteaux）接替安德烈为战争部长

| 前任： 勒内·瓦尔德克-卢梭 | 法国总理 1902年－1905年 | 繼任： 莫里斯·鲁维埃 |